# Bianca Wallin
Elin Bianca Vittoria Wallin, född 1 oktober 1909 i Rom, död 5 januari 2006 i Stockholm, var en svensk målare, tecknare och grafiker.
Bianca Wallin var dotter till konstnärerna David och Elin Wallin. Hon var vidare  syster till konstnären Sigurd Wallin och brorsdotter till konstnären Carl E. Wallin.
Bianca Wallin växte upp på Kungsholmen i Stockholm. Hon gifte sig 1935 med den ungerske diplomingenjören Gábor Kornél Tolnai. Makarna bosatte sig i Stockholm och fick döttrarna Eva (född 1939), Monika (född 1942) och Hillevi (född 1944). Från 1942 var familjen var bosatt i Bromma i Stockholm men 1985 slog sig Bianca Wallin åter ned på Kungsholmen i Stockholm.

## Utbildning
Efter studentexamen 1929 vid Nya Elementarskolan för flickor på Östermalm i Stockholm studerade Bianca Wallin måleri ett år, 1929–1930, vid Edward Berggrens och Gottfrid Larssons konstskola i Stockholm. Där hade hon Edward Berggren som lärare i målning, Gottfrid Larsson i skulptur och Akke Kumlien i materiallära. Därefter sökte hon in på Konstakademien i Stockholm, och där hon studerade åren 1930–1935. Som lärare där hade hon bland andra Isaac Grünewald, Wilhelm Smith och Akke Kumlien samt vid skolans etsningskurs för Emil Johanson-Thor 1932–1934. Dessutom studerade hon teckning privat för Albert Engström och sin far.
Bianca Wallin företog studieresor inom Skandinavien samt till Tyskland 1931 och 1934, med uppehåll i Köpenhamn, samt 1935, 1936 (Berlin), 1938, 1955 och 1960. Vidare målade Bianca Wallin stadsvyer och landskap i Budapest 1935, 1936 och 1938. Dessutom gjorde hon studieresor till Frankrike, Belgien och Holland 1937, till England och Skottland 1948, Italien 1959 och till Paris 1962.

## Konstnärskap
Bianca Wallin ägnade sig huvudsakligen åt oljemålning och utförde framför allt porträtt, bland annat barnstudier, figurer och modellstudier. Hennes barnporträtt var uppbyggda kring en ofta ömt varsam teckning av barnansiktet, men med den natursanna illustrationens grundhet och begränsning. Vidare målade hon landskap med motiv från skärgården, Skånes kuster och fjällen samt stilleben, framför allt blomstermotiv. Hon har också utfört landskapsstudier från sina utlandsresor. Under perioden 1934–1937 gjorde hon en del teckningar för vecko- och månadstidskrifter samt för reklamändamål. Hon har också i mindre utsträckning ägnat sig åt akvarell och träsnitt. 
Bianca Wallin hade ett flertal utställningar under 1930-, 1940- och 1950-talen och var anlitad som porträttmålare. Efter en porträttbeställning av arvprins Gustaf Adolf av Sverige 1939 och tidningarnas skriverier därefter fick hon smeknamnet "Prinsmålaren". Både porträttet i olja och en kolteckning till detta ingår i kung Carl XVI Gustafs samlingar. Kolteckningen köptes 1994 av drottning Silvia.

## Utställningar
Wallin hade separatutställningar i
- Enköping 1935
- Gummesons konsthall i Stockholm 1937, utställningen var på Strandvägen 17 under perioden 30 oktober – 4 november 1937.[4][5]
- Linköping 1941, utställningen var i Hushållningssällskapets stora sal på Storgatan 33 under perioden 19 april – 1 maj 1941.

Hon deltog med en kollektion i en utställning i C.M. Holmquists konstsalong på Birger Jarlsgatan 1 vid Stureplan i Stockholm 1940. Hon var representerad på Höstsalongen i Liljevalchs konsthall i Stockholm 1934 och utställningar i Mässhallen i Stockholm 1939–1941 och 1957–1958.

## Representerad
Bianca Wallin finns representerad bland annat i 
- Norrköpings stadsfullmäktiges samling av ordförandeporträtt,[6] med porträtt föreställande rådman Nils Sjöström (1935) i salen Förmaket i Norrköpings rådhus.
- Sparbankens i Enköping porträttsamling på Kyrkogatan 3 i Enköping,[7] med porträtt föreställande verkställande direktör Claes Brunnberg (1935).
- Direktör Hugo Hammars konstsamling, Göteborg[8]
- H.M. Konung Carl XVI Gustafs konstsamling.

## Galleri

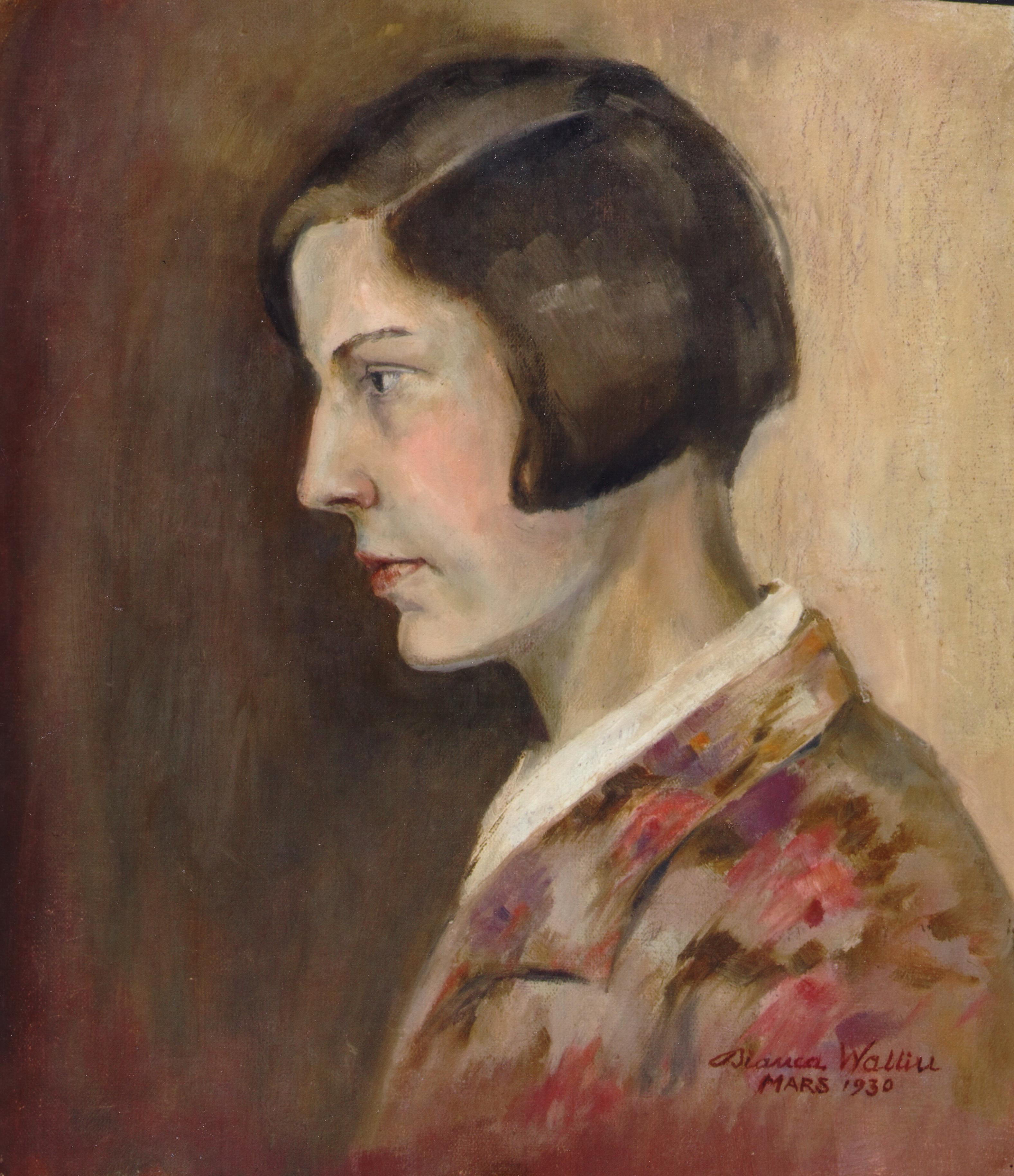
Karin Fryxell i mars 1930, studieporträtt målat av Bianca Wallin när de båda studerade vid konstskolan Edward Berggren och Gottfrid Larssons målarskola i Stockholm.
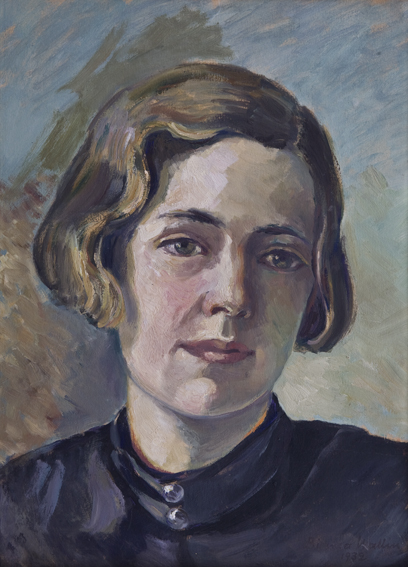
Självporträtt (1932)
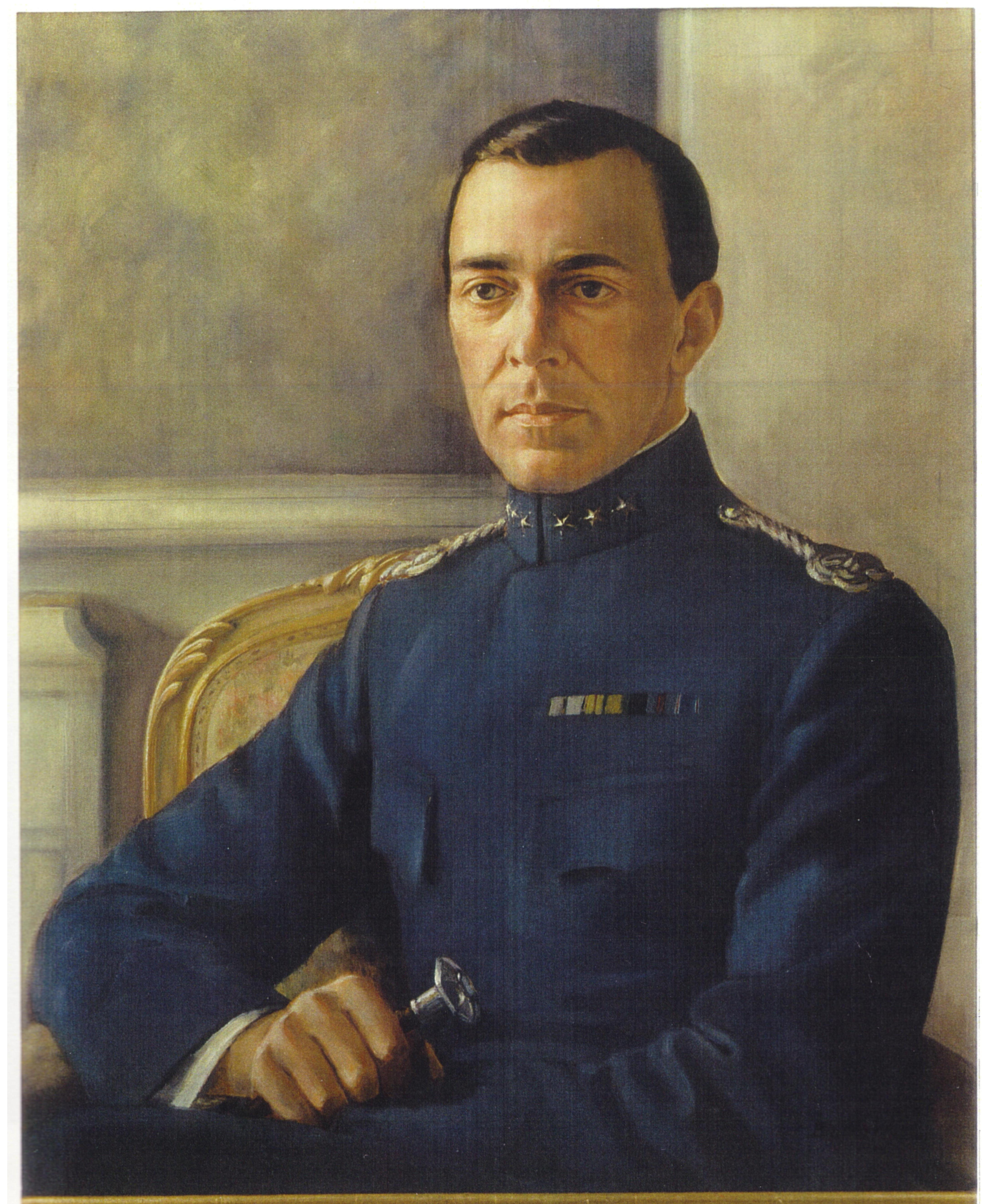
Prins Gustaf Adolf, oljemålning (1939)
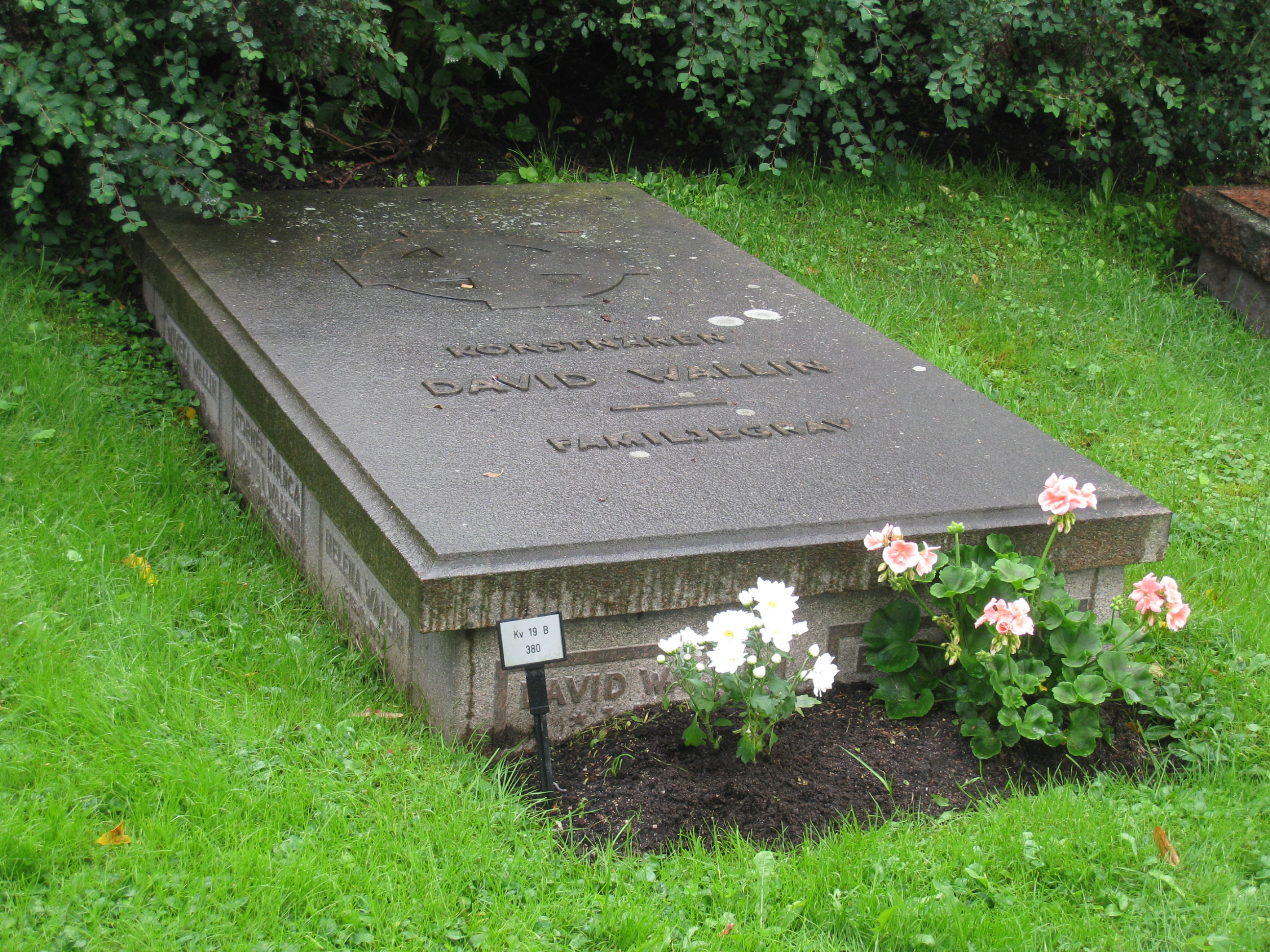
Wallin och maken Kornél Tolnai ligger begravda i Konstnären David Wallin familjegrav på Norra begravningsplatsen i Solna.